# フランティシェク・アダム・ミーチャ
ヤン・アダム・フランクティシェク・ミーチャ（Jan Adam František de Paula Ritter von Míča, 1746年1月11日 ヤルメリッツ † 1811年3月19日 レンベルク）は、チェコ人の作曲家。作曲家フランティシェク・ヴァーツラフ・ミーチャの甥であり、ヴァイオリンと管弦楽のための《協奏的ノットゥルノ Concertino notturno 》で名高い。
法理学を学んでオーストリア帝国の官吏となる。1810年に騎士に叙せられ、Jan Adam František de Paula Ritter von Míča と名乗った。いくつかの歌劇やジングシュピールのほか、数多くの交響曲やヴァイオリン協奏曲、舞曲、室内楽曲、オラトリオがある。